# Netochka Nezvanova (автор)
Netochka Nezvanova — це псевдонім автора(ів) nato.0+55+3d, модульного середовища обробки відео та мультимедіа в реальному часі. Серед альтернативних псевдонімів також є «=cw4t7abs», «punktprotokol», «0f0003», «maschinenkunst» (бажано писати як «m2zk!n3nkunzt»), «integer» і «antiorp». Це ім'я запозичене у головної героїні першого роману Федора Достоєвського Неточки Незванової (1849) і перекладається як «безіменний ніхто».

## Ідентичність
Культурними критики описали Неточку Незванову як «невловиму онлайн-ідентичність» і «колективний міжнародний проєкт». У 2020 році арт-критик Ембер Хусейн описав NN як «аватар авангардного інтернет-спектаклю», яка «стала так само відомою своїми абстрактними та зручними програмними творами, як і агресивними демонстраціями анонімного кібердомінування».
У 2001 році Неточка Незванова була названа однією з 25 найкращих жінок в Інтернеті некомерційною організацією з Сан-Франциско.
Кетрін Мєшковк у своїй статті "Новозеландська художниця, ісландський музикант чи східноєвропейська колективна змова? "., опублікованій у березні 2002 року для онлайн-журналу Salon, назвала Неточку Незванову «найстрашнішою жінкою в Інтернеті» та розповіла про її справжню особу
Флоріан Крамер заявив, що NN «був колективним міжнародним проєктом», який «представляв себе як сектантський культ, а його програмне забезпечення — об'єкт поклоніння». Крамер описує, як джерело повідомлень NN було приховане через «мережу серверів і реєстрацій доменів, що охоплюють Нову Зеландію, Данію та Італію», тоді як Мєшковкі зауважує, що «електронна пошта з різних псевдонімів Netochka також надсилалася з Інтернет-провайдерів у Чикаго, штат Нью-Йорк. Зеландія, Австралія та Амстердам».
У 2006 році Австрійський інститут медіаархеології (IMA) випустив 20-хвилинний документальний фільм режисерки Елізабет Шімана під назвою «Ребека Вілсон, вона ж Неточка Незванова». У цьому документальному відео Ребека Вілсон розповідає про свою центральну роль у колективі NN, розкриваючи, як вона юридично змінила своє ім'я на Неточка Незванова в 1999 році, перш ніж змінити його на своє ім'я при народженні у 2005 році.

## Робота над програмним забезпеченням
Окрім багатьох програмних проєктів, її компакт-диск під назвою «KROP3ROM||A9FF» був випущений Decibel Records у 1997 році. Другий компакт-диск під назвою sin(x) був випущений 0f0003 у 2000 році.

## Інше програмне забезпечення, створене NN
- 0f0003 propaganda (1998) — ця програма алгоритмічно генерує анімаційну графіку та синтетичні звуки.
- b1257+12 (1998) — програма для деконструкції та композиції звуку. Складний інтерфейс оператора дозволяє радикально маніпулювати звуковими петлями в реальному часі, пропонуючи велику кількість параметрів керування, які час від часу живуть своїм життям. Назва програмного забезпечення відсилає до нейтронної зірки, що швидко обертається.
- @¶31®�≠ Ÿ (1998) — це програмне забезпечення витягує випадкові зразки з компакт-диска та створює стохастичний ремікс, що супроводжується футуристичною графікою (відповідно до довідкових документів, воно призначене для використання з випуском krop3rom||a9ff).
- m9ndfukc.0+99 і k!berzveta.0+2 (1999) — дві програми, написані на Java, що інтерпретують мережеві дані, ймовірно, що вони є попередніми версіями nebula.m81.[8] В інтерв'ю 2018 року Ендрю Маккензі описує m9ndfukc.0+99 як «спосіб творчо візуалізувати багато різних точок зору на ті самі дані. Це була браузерна програма написана на Java».[9]
- kinematek.0+2 (1999) — ще одна програма написана на Java, яка генерує анімовані зображення з інтернет-даних www, вона містить частини nebula.m81.
- nebula.m81 (1999) — експериментальний веббраузер, написаний на Java, який перетворює HTML-код в абстрактні звуки та графіку. Нагороджений на Міжнародному конкурсі музичного програмного забезпечення в Бурже в 1999 році та на Transmediale 2001 (перша премія в категорії «Художнє програмне забезпечення»).[10] Член журі Флоріан Крамер описав його як «експериментальний веббраузер, який перетворив перегляд на щось схоже на оцінку даних вимірювань».[11]
- ! =z2c!ja.0+38 (1999) — програма, яка генерує щільну візуальну текстуру на основі введення користувача з клавіатури. Він використовує можливості Mac OS QuickDraw і тому може розглядатися як попередній крок до nato.0+55.

## Музичні твори
- «krop3ropm||a9ff», аудіо компакт-диск, Decibel Records, 1997 (перевидано 0f0003 у 1998 році з додатковим матеріалом The Hafler Trio).
- «A9FF» (1997), твір для стрічки Ребеки Вілсон, виконано в Університеті Вікторії Веллінгтона в лютому 1998 року.[12]
- «8'|sin.x(2^n)», гібридний компакт-диск, що містить звукові доріжки та дані MP2 (1999, власне виробництво).[13]
- Трилогія театральних п'єс у співпраці з вокалісткою Аєлет Гарпаз, заснована на хайку японського поета Масаока Шикі («Дві осені», «Я постійно питаю, наскільки глибокий сніг зайшов»; «Весна: все ще розгорнута»; представлено в Утрехті, Амстердамі та Москві, 2001—2002).[14]
- «Poztgenom!knuklearporekomplekz», включений до CD Strewth! Анотація електронної компіляції, опублікована у 2002 році австралійським звукозаписним лейблом Synaesthesia.[15]
- «La lumière, la lumière .. c'est la seule ..» (2002), для альта, фортепіано, перкусії та електронних інструментів. На замовлення Ensemble Intégrales, виступав в Ірландії, Бельгії, Швейцарії, Австрії та Німеччині (2003—2005).[16]
- «A History of Mapmaking» або «Aerial Photography and 31 Variation on a Cartographer's Theme» для посиленої віолончелі та світлового контролера, композиції та виконанні Ребеки Вілсон. Виступи в Окленді (Transacoustic Festival 2005),[17] Любляні (City of Women 2006 Festival),[18] Берліні (Transmediale 2007),[19] Лінці (Ars Electronica 2007).